# Caprimulgus macrurus
El chotacabras macruro o chotacabra de cola larga (Caprimulgus macrurus) es una especie de ave caprimulgiforme de la familia Caprimulgidae.

## Distribución
Se distribuye desde Nepal y el noreste de la India, a través de Indochina, la península de Malaca, Sumatra, Borneo y Nueva Guinea a la costa norte de Australia.

## Subespecies
Se reconocen seis subespecies:
- C. m. albonotatus Tickell, 1833– en el noroeste de Pakistán y el norte de la India a Bután y Bangladés.
- C. m. bimaculatus Peale, 1848– noreste de la India, el sur de China, el Sureste Asiático, la península de Malaca y Sumatra.
- C. m. johnsoni Deignan, 1955– en el sur de Filipinas (Palawan, Busuanga y Culión).
- C. m. macrurus Horsfield, 1821– en Java y Bali.
- C. m. salvadorii Sharpe, 1875– en el norte de Borneo y las Sulu.
- C. m. schlegelii A. B. Meyer, 1874– las islas menores de la Sonda, las Molucas, Nueva Guinea y la costa norte de Australia.